# لودفيغ مولر
لودفيغ مولر (بالنرويجية البوكمول: Ludvig Müller)‏ هو كاتب سيناريو وممثل نرويجي، ولد في 29 فبراير 1868 في النرويج، وتوفي في 1 أكتوبر 1922 في ألمانيا.

## وصلات خارجية
- لودفيغ مولر على موقع IMDb (الإنجليزية)